# New Map

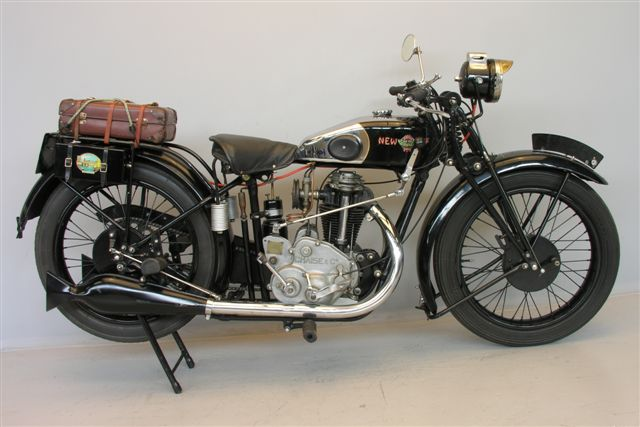
New Map Model BL 3 uit 1930 met een 350 cc Chaise kopklepmotor

New Map is een historisch motorfietsmerk.
Ets. P. Martin, later Motorcycles New Map, Lyon-Montchat. 
Hoewel de naam Engels klinkt was New Map toch een Frans merk dat al vanaf 1898 onderdelen voor fietsen en later ook voor vliegtuigen maakte. De naam is waarschijnlijk gekozen om aan te haken bij de populariteit van de Britse motorfietsen, waarbij MAP zou kunnen staan voor Martin Paul.
In 1924 werd door Paul Martin, de zoon van de oprichter, begonnen met de productie van motorfietsen met blokken van Anzani, LMP, Zürcher, JAP, Blackburne, MAG, Chaise en later gebruikte men blokken van Ydral, AMC, Aubier Dunne, Sachs, Opti en andere leveranciers. Motorblokken waarin de naam "New Map" is gegoten zijn feitelijk door Ultima geproduceerd. 
New Map bouwde, mede door de gebruikte motorblokken van bekende en gerenommeerde merken, kwalitatief hoogwaardige maar daardoor ook zeer dure motorfietsen.
Vanaf 1928 werd - vanwege kostenbesparing - een universeel frame ontwikkeld, waarin vrijwel alle motorblokken in diverse inhoudsklassen konden worden gehangen. In de jaren dertig werden zelfs 750 cc V-twins geproduceerd, met motorblokken van MAG
Na 1945 werden hoofdzakelijk lichte motorfietsen met 98- tot 248 cc Ydral- en AMC twee- en viertaktmotoren gebouwd. New Map bromfietsen hadden Mistral-blokken. Waarschijnlijk verdween het merk in 1958, na het uitbrengen van de mislukte 125 cc Escapade scooter.